# Salix pseudopermollis
Salix pseudopermollis är en videväxtart som beskrevs av C.Y. Yu och Chang Y. Yang. Salix pseudopermollis ingår i släktet viden, och familjen videväxter. Inga underarter finns listade i Catalogue of Life.